# 性治療～第二輯～
《性治療～第二輯～》（性的ヒーリング～其ノ弐～）是日本音樂家椎名林檎的第二張DVD，和VHS的版本、第一張DVD《性治療~第一輯~》於2000年8月30日發行。DVD版名列2003年年度銷售榜第10位。初回限定為「青色精緻紙盒式樣」。
此張DVD共收錄五首音樂錄影帶，包括三首取自於單曲《石膏》與《罪與罰》，剩下兩首取自於專輯《勝訴的新宿舞孃》，總計五首及特典映像收錄。

## 簡介
本音樂錄影帶是椎名林檎個唱時期所推出的第二件映像集，主要以《勝訴的新宿舞孃》曲目為主。首先是取材自單曲的B Sides歌曲「Σ」，然後是呼喊愛情的作品，同時也是椎名林檎代表作之一的「石膏」，再來是取材自專輯《勝訴的新宿舞孃》的「暗夜中的雨」與「自我」，最後是以吉他刺耳的摩擦聲搭配林檎的吶喊聲，讓聽者一點一點被侵蝕的單曲「罪與罰」，總計五首。
此外，雖然整體上比第一輯少了一首音樂錄影帶，但是卻增加了更多的諧仿廣告，像是EMI／Toshiba、Toshiba燈泡、豆漿，再加上隱藏軌的「一句話」，搭配上第二張專輯《勝訴的新宿舞孃》中的「依存症」，在賓士爆破中為第二輯畫下完美的句點。

## 曲目
MV
1. Σ
2. 石膏
3. 暗夜中的雨（闇に降る雨）
4. 自我
5. 罪與罰（罪と罰）

作詞：椎名林檎　　作曲：椎名林檎
監督：番場秀一（M2.M3.M4）　木村豊（M1.M5）
諧仿廣告
1. 電影「藍天」（映画「あおぞら」）
取材第四張單曲《本能》中的「藍天」
2. 「EMI／Toshiba」廣告（東芝EMI CM）
3. 「Toshiba 燈泡」廣告（東芝製電球 CM）
4. 「豆漿」廣告（紀文フードケミファの豆乳CM）

隱藏映像
1. 一句話（一言ネタ）
取材第二張專輯《勝訴的新宿舞孃》中的「依存症」
把自己心愛的賓士中古車（綽號：希特勒）在富士山爆破（詳情請見罪與罰）

## 銷售排行

### Oricon 銷售榜(日本)[1]
| 發行日期                            | 排行榜                 | 最高排名 | 第一週銷售量 | 總銷售量 | 連續上榜次數 |
| ----------------------------------- | ---------------------- | -------- | ------------ | -------- | ------------ |
| 2000年8月30日 性治療～第二輯～(DVD) | Oricon DVD日銷售排行榜 | -        | -            | -        | 8            |
| 2000年8月30日 性治療～第二輯～(DVD) | Oricon DVD週銷售排行榜 | #2       | -            | -        | 8            |
| 2000年8月30日 性治療～第二輯～(DVD) | Oricon DVD年銷售排行榜 | #10      | -            | -        | 8            |

| 發行日期                            | 排行榜                 | 最高排名 | 第一週銷售量 | 總銷售量 | 連續上榜次數 |
| ----------------------------------- | ---------------------- | -------- | ------------ | -------- | ------------ |
| 2000年8月30日 性治療～第二輯～(VHS) | Oricon DVD日銷售排行榜 | -        | -            | -        | -            |
| 2000年8月30日 性治療～第二輯～(VHS) | Oricon DVD週銷售排行榜 | -        | -            | -        | -            |
| 2000年8月30日 性治療～第二輯～(VHS) | Oricon DVD年銷售排行榜 | -        | -            | -        | -            |

## 發行日期
| 國家 | 發行日期      | 發行形式 | 商品編號  | 定價      |
| ---- | ------------- | -------- | --------- | --------- |
| 日本 | 2000年8月30日 | DVD      | TOBF-5030 | 3,200日圓 |
| 日本 | 2000年8月30日 | VHS      | TOVF-1337 | 3,200日圓 |

## 脚注